# 헤이주거우
헤이주거우(중국어 간체자: 黑竹沟, 정체자: 黑竹溝)는 중화인민공화국 쓰촨성 러산 시 어볜 이족 자치현에 위치한 숲이다.
실종 사고가 끊임없이 발생하여, 동쪽의 버뮤다라고 불리고 있다. 왜냐하면 자기장 때문에 실종 사고가 발생한다. 제2차 국공 내전 당시에는 중화 국민군 15명이 실종되었고, 2015년에는 중국에서 TV 프로그램을 찍다 나침반이 고장나고 카메라가 고장나는 사고가 일어났다.